# Fritz Vogelgsang
Fritz Vogelgsang (né le 1er mars 1930 à Stuttgart, mort le 22 octobre 2009 à Chiva de Morella, près de Morella en Espagne) est un traducteur, essayiste et éditeur allemand.

## Biographie
En 1952 et 1953, il étudie en Espagne. De 1964 à 1974, il est rédacteur de la rubrique "Littérature" du Stuttgarter Zeitung. De 1974 à 1980, il est directeur éditorial des éditions Cotta. En 1980, il devient traducteur indépendant et apprend en autodidacte le catalan. Il travaille sur les œuvres de Miguel Ángel Asturias, Juan Ramón Jiménez, Pablo Neruda et Octavio Paz ainsi que de Salvador Espriu, Ramón María del Valle-Inclán, Rafael Alberti, Joanot Martorell... Il gagne la reconnaissance en tant que rédacteur en chef des œuvres complètes d'Antonio Machado. Vogelgsang reçoit de nombreux prix comme le Prix Johann Heinrich Voß pour la traduction.